# Ferndale (Floryda)
Ferndale – jednostka osadnicza w Stanach Zjednoczonych, w stanie Floryda, w hrabstwie Lake.